# (35600) 1998 HY121
1998 HY121 (asteroide 35600) é um asteroide da cintura principal. Possui uma excentricidade de 0.06941030 e uma inclinação de 13.82896º.
Este asteroide foi descoberto no dia 23 de abril de 1998 por LINEAR em Socorro.